# Pedro Zerolo

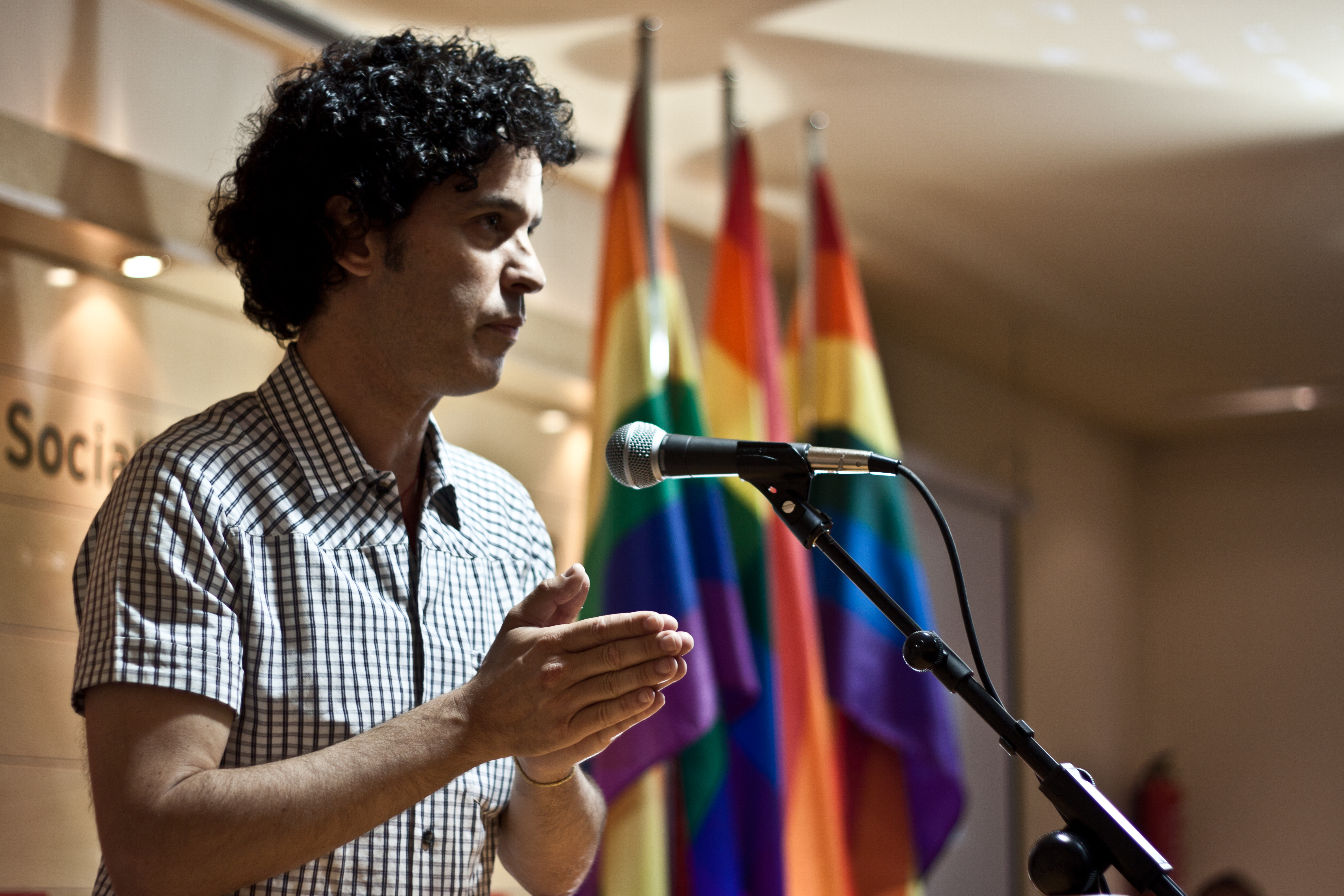
Pedro Zerolo (2011)

Pedro Javier González Zerolo (geboren am 20. Juli 1960 in Caracas; gestorben am 9. Juni 2015 in Madrid), bekannt als Pedro Zerolo, war ein spanisch-venezolanischer Anwalt, Politiker und LGBT-Aktivist. Er war an der Einführung der gleichgeschlechtlichen Ehe und der Adoptionsrechte für gleichgeschlechtliche Paare in Spanien beteiligt und gilt in Spanien als Kultfigur in der LGBT-Community.

## Leben
Zerolos Familie stammt aus Teneriffa. Sein Vater floh vor der Franco-Diktatur nach Venezuela und Zerolo wuchs in Venezuela auf. Nach Einführung der Demokratie, ging die Familie zurück auf die kanarischen Inseln und Pedros Vater wurde erste Bürgermeister von San Cristóbal de La Laguna nach dem Fall der Diktator. Zerolo begann ein Studium der Rechtswissenschaften an der Universität La Laguna, das er 1982 abschloss, und ging dann für die Fortführung seines Studiums nach Madrid.
In Madrid wurde er in der LGBT-Bewegung aktiv; er hatte wichtige Positionen in mehreren Organisationen inne. Zunächst war er Rechtsberater der LGBT-Organisation COGAM. 1993 wurde er zu deren Obmann gewählt. Von 1998 bis 2003 war er Obmann der größten LGBT-Organisation Spaniens, FELGTB, und 2004 wurde er in den Vorstand des internationalen LGBT-Netzwerks International Lesbian, Gay, Bisexual, Trans and Intersex Association (ILGA) gewählt.
Er war eine Schlüsselperson bei mehreren wichtigen Errungenschaften der spanischen LGBT-Bewegung. Ab 2001 war er an Verhandlungen und Gesprächen mit der spanischen Regierung zur vollständigen Gleichstellung der Eherechte für gleichgeschlechtliche Paare beteiligt. Als dies 2005 vollzogen wurde, war Spanien damit das erste Land weltweit. Noch im selben Jahr heiratete er seinen Partner.
Zerolo war Mitglied der PSOE und in dieser Funktion von 2003 bis zu seinem Tod Stadtrat in Madrid.
Zerolo starb 2015 im Alter von 54 Jahren an Bauchspeicheldrüsenkrebs.

## Würdigung
Sein Tod wurde in der spanischen Öffentlichkeit stark betrauert. Der spanische Premierminister Mariano Rajoy sprach seiner Familie sein Beileid aus. Bereits einen Monat nach seinem Tod wurde der Plaza Vázquez de Mella im Madrider Schwulenviertel Chueca in Gedenken an ihn in Plaza de Pedro Zerolo umbenannt.
Der Cabildo de Tenerife erklärte am 14. Juni 2019 Pedro Zerolo zum illustren Sohn Teneriffas.